# Partia Holsztyńska
Partia Holsztyńska (szw. Holsteinska partiet) – frakcja na dworze i w parlamencie szwedzkim, powstała około 1718 roku, po śmierci króla Karola XII. Grupowała zwolenników osadzenia na tronie szwedzkim księcia Karola Fryderyka Holsztyńskiego, syna Jadwigi Zofii Wittelsbach, starszej siostry Karola XII. W staraniach o koronę szwedzką wspierał Karola jego minister, baron Georg Heinrich von Görtz, który kierował szwedzką dyplomacją w ostatnich latach panowania i życia Karola XII.
Władze przejęła jednak młodsza siostra Karola XII, Ulryka Eleonora Wittelsbach, której mąż Fryderyk I Heski współrządził z nią przez dwa lata (1718–1720), a po roku 1720 sam zasiadał na tronie Szwecji. Ulryka uzyskała tron dzięki wstawiennictwu przeciwników Partii Holsztyńskiej, zorganizowanych w „partię dworu” (Hovpartiet) zwaną inaczej „partią/frakcją heską”.
Około roku 1720 Partia Holsztyńska była nadal silna, a od roku 1725, kiedy książę Holsztynu ożenił się z córką cara Piotra Wielkiego Anną, mogli liczyć na finansowe wsparcie Rosji. Natomiast najważniejszy minister owych czasów, Arvid Horn, uczynił wszystko, by Ulryka ugruntowała swą władzę wbrew partii holsztyńskiej.
W roku 1739 niezadowoleni z władzy Horna zwolennicy Partii Holsztyńskiej (Carl Gyllenborg, Carl Gustaf Tessin) zorganizowali się w tzw. „partię kapeluszy” (Hattpartiet), obalili Horna, którego byli podwładni utworzyli tzw. „partię czapek” (Mösspartiet).
Partia Holsztyńska była ugrupowaniem umiarkowanie prorosyjskim, Hattpartiet zaś  zdecydowanie antyrosyjska i profrancuska.